# 井土紀州
井土 紀州（いづち きしゅう、1968年4月  - ）は日本の映画監督・脚本家。

## 経歴
1968年（昭和43年）、三重県北牟婁郡海山町（現・紀北町海山区）生まれ。三重県立松阪高等学校、法政大学文学部卒業。大学在学中に上映団体「シアター・ゼロ」に所属、さまざまな映画上映の企画運営に関わる。大学卒業後は、アテネ・フランセ文化センターで映写技師として働きながら、キュレーターだった安井豊に師事し、企画運営にも携わる。1993年、新しい映画作家を特集した「新・日本作家主義列伝」という企画で、ピンク四天王（瀬々敬久、佐野和宏、サトウトシキ、佐藤寿保）や河瀬直美らの紹介に関わった。

### 監督として
1992年、法政大学在学中に松阪高校時代からの仲間である吉岡文平と『第一アパート』を製作、東京学生映画祭において崔洋一に絶賛され、特別賞を受賞。
監督デビュー作となる『百年の絶唱』は、1997年に東京国際映画祭で上映された後、1998年に渋谷ユーロスペースでレイトロードショー公開され、僅か8日間の上映にもかかわらず、およそ1,000人もの観客を動員。以後も全国主要都市や海外でも上映されることになった。また、この映画を製作中に吉岡文平らと映画製作集団「スピリチュアル・ムービーズ」を立ち上げる。
2005年に公開されたドキュメンタリー映画『レフト・アローン』では、インタビューを中心に日本の戦後左翼史を検証。
2007年公開の『ラザロ-LAZARUS-』三部作では格差社会を描き、痛烈な問題提起と娯楽性が共存した映画として大きな反響を呼び、オランダ・ロッテルダム映画祭でも上映された。
2009年にカナダ・モントリオール映画祭で『行旅死亡人』が上映、2011年にはドイツ・フランクフルトの映画祭「ニッポンコネクション」で『土竜の祭』と『泥の惑星』が上映されるなど海外にも広く紹介されている。
2010年、「映画一揆」と題してこれまでの監督作品の特集上映が渋谷ユーロスペースを皮切りに、各都市で上映された。
2012年には佐藤正午原作の『彼女について知ることのすべて』を、2024年には谷崎潤一郎原作の『痴人の愛』を監督している。

### 脚本家として
瀬々敬久との出会いにより、1994年からピンク映画を出発点にしてシナリオを書き始める。犯罪と性をモチーフにした骨太な作風で知られ、瀬々敬久の初期の代表作『黒い下着の女　雷魚』（97）や、千原浩史・小島聖主演の『HYSTERIC』（00）、お笑いタレントの木村祐一が監督を務めた『ニセ札』（09）などでも実際の事件や犯罪に取材した作品を書いている。
それ以外にも、GacktとHYDEが主演した『MOON CHILD』（03）、矢崎仁司監督の『不倫純愛』（11）、久しぶりに瀬々敬久監督作品に参加した『64（ロクヨン）』（16）、菅田将暉と小松菜奈主演、山戸結希監督で大ヒットを記録した『溺れるナイフ』（16）など、手がけたジャンルは多岐にわたる。
『私立探偵・濱マイク』シリーズ（03）、『ダムド・ファイル』シリーズ（03）、『激動！　世紀の大事件　オウム真理教と闘った家族の全記録〜地下鉄サリン事件２０年〜』(15）、ジェーン・スー原作『生きるとか死ぬとか父親とか』（２１）など、テレビドラマのシナリオも手がけている。

## 人物
井土紀州という名は本名である。「文藝」2001年冬号の中原昌也との対談の中で「前に柄谷行人さんと会ったときに、10回ぐらい聞かれましたよ。「お前、それは本当に本名なのか」って」「ガキのころはいやでしたね、変な名前で」と語っている。
「井上紀州」と誤記されることも多々ある。
「文藝」（河出書房新社、「文藝」2021年冬季号・特集：中原昌也／第３８回文藝賞発表）頁

## 主な監督・脚本作品

### 監督作品
- 第一アパート（1992年、共同監督・吉岡文平）
- 百年の絶唱（1998年）
- ヴェンダースの友人（2000年）
- LEFT ALONE（2005年）
- ラザロ-LAZARUS-（2007年）
- 人に歴史あり～十八歳の暗黒（2008年）
- 行旅死亡人（2009年）
- 犀の角（2009年）
- 土竜の祭（2009年）
- 泥の惑星（2009年）
- ピラニア（2010年）
- ふたりのシーズン（2012年）
- マリア狂騒曲（2013年11月30日公開）
- 彼女について知ることのすべて（2012年）
- 漂着物（2017年）
- 卍（2023年）
- 痴人の愛（2024年）

### 脚本作品
- 高級ソープテクニック4 悶絶秘戯 （1994年）
- 終わらないセックス (1995年)
- 赫い情事 （1996年）
- 牝臭 とろける花芯 （1996年）
- 禁じられた情事 不倫妻大股びらき （1996年）
- 黒い下着の女 雷魚 (1997年、瀬々敬久監督)
- 人妻・青年狩り (1997年)
- KOKKURI こっくりさん (1997年)
- 悶絶大回転 ひと晩に何回でも(1997年)
- 熟女ソープ 突きぬけ発射(1998年、榎本敏郎監督)
- THE FETIST 熱い吐息 (1998年)
- 汚れた女（マリア） (1998年)
- 魔弾！檻の中の美術教師 (1998年)
- 覗かれた不倫妻 主人の目の前で… (1999年)
- 喪服姉妹 タップリ濡らして (1999年)
- HYSTERIC（2000年）
- 濡れ濡れ 卍妻 喪服で昇天 (2000年)
- おしゃぶり天使 白衣のマスコット (2000年)
- RUSH!（2001年）
- ラブホテル 初めての体験 (2001年)
- ラブホテル あぶない関係 (2001年)
- 極妻任侠道 夜叉絶叫 (2002年)
- 私立探偵 濱マイク (2002年、日本テレビ）
- MOON CHILD (2003年)
- YUMENO ユメノ（2005年、鎌田義孝監督）
- 屋根裏の散歩者 (2006年)
- 刺青 堕ちた女郎蜘蛛 (2006年)
- 密戯 ひとには言えない… (2007年)
- ニセ札 （2009年、木村祐一監督）（脚本家・向井康介と共同作成）
- 禁断の果実 義息子との夜 (2009年)
- 運命のひと (2009年)
- 白日夢 (2009年)
- 不倫純愛 (2010年)
- ワラライフ!!（2011年、木村祐一監督）（木村祐一と共同）
- 激動! 世紀の大事件 オウム真理教と闘った家族の全記録 〜地下鉄サリン事件20年〜 (2015年、フジテレビ）
- 64（ロクヨン）（2016年、瀬々敬久監督）（脚本協力）
- 溺れるナイフ（2016年、山戸結希監督）
- 生きるとか死ぬとか父親とか（2021年、山戸結希監督、菊地健雄監督、テレビ東京）
- 遠くへ、もっと遠くへ（2022年、いまおかしんじ監督）

## 出演
- 路地へ 中上健次の残したフィルム (2000年)
- 大島渚の帰る家（NHK、2013年）　-　田村孟　役
- 『おとぎ話みたい』 (2013年、山戸結希監督)- 杉本　役